# Криничанская волость (Славяносербский уезд)
Кринича́нская во́лость — историческая административно-территориальная единица Славяносербского уезда Екатеринославской губернии.
По состоянию на 1886 год состояла из 10 поселений, 14 сельских общин. Население — 1 937 человек (946 мужского пола и 993 — женского), 305 дворовых хозяйств.
|                       | Площадь, десятин | В том числе пахотной, дес. |
| --------------------- | ---------------- | -------------------------- |
| Сельских общин        | 1651             | 775                        |
| Частной собственности | 8176             | 3090                       |
| Другой собственности  | —                | —                          |
| В целом               | 9827             | 3865                       |

Поселение волости:
- Криничное (Баженовка) — собственническое село при реке Комишуваха в 25 верстах от уездного города, 250 человек, 35 дворов.

По данным на 1908 год волость была объединена с Николаевской волостью под названием «Криничанско-Николаевская». Население выросло до 5 914 лиц (3 062 мужского пола и 2 852 — женского), 889 дворовых хозяйств.
По состоянию на 1916 год: волостной старшина — Журавлёв Марк Васильевич, волостной писарь — Сотников Серапион Васильевич, председатель волостного суда — Заливацкий Панфил Иванович, секретарь волостного суда — Шестопалов Александр Михайлович. Председатель потребительского общества — Савельев Николай Петрович.